# Dolmens du Ronc Traoucat
Les dolmens du Ronc Traoucat sont un groupe de six dolmens et coffres mégalithiques situé sur la commune française de Soustelle, dans le département du Gard. 

## Dolmen n°3
Le dolmen, qui avait fait l'objet de nombreuses fouilles clandestines et fut réutilisé comme poste d'affût par les chasseurs, a été restauré en 1983 par le Groupe alésien de Recherche archéologique (Gara).
Le dolmen a été édifié sur une crête des Cévennes dominant un vaste panorama. Le dolmen est du type dolmen à couloir. La table de couverture est fragmentée en deux parties. Elle repose sur trois orthostates. Les dalles des côtés nord et sud, qui étaient brisées dans leur partie supérieure, ont été complétées par des murettes en pierres sèches lors de la restauration. Le tumulus est très bien conservé. Il mesure 5,50 m de diamètre. Il est entouré par un mur de parement constitué de petites lauzes et de huit gros blocs en quartz laiteux. C'est le seul dolmen comportant ce type d'architecture de toutes les Cévennes. Toutes les dalles et dallettes  utilisées pour la construction sont en micaschiste d'origine locale.
Lors des fouilles de restauration, un petit mobilier archéologique a été découvert. Il est constitué d'une pointe de flèche ovale, de 219 perles rondes en stéatite, d'un galet perforé en micaschiste et de fragments de céramique (tasse à fond rond et à anse).